# Денисов Семен
Денисов Семен (1682—1740, за ін. даними, 1747) — один з організаторів церковного розколу в РПЦ (див. Московський патріархат), керівник поморської старообрядницької безпопівської секти (див. Старообрядництво). З роду князів Мишецьких. 
1695 його старший брат Андрій разом з однодумцями-розкольниками організував на р. Виг (впадає у Вигозеро) поселення своєї секти (т. зв. Виговська пỳстинь у Помор'ї). 14-річний Денисов вступив до лав розкольників. Від 1708 разом з Андрієм навчався в Києво-Могилянському колегіумі (див. Києво-Могилянська академія). Вивчав граматику, риторику, піїтику, а також слухав курс філософії Ф.Прокоповича. Вернувшись до Виговської пỳстині, дбав про облаштування поселення старообрядців. 1713 був заарештований за наказом новгородського митрополита Йова. Протягом чотирьох років Денисов утримувався в ув'язненні, під час якого вживалися заходи, аби навернути його до православ'я. Втік із в'язниці, переконавши свого охоронця перейти в старообрядництво. Після смерті старшого брата зайняв його місце і став настоятелем Виговської пỳстині.
Писав вірші, залишив після себе великий доробок рукописних творів (полемічні трактати, проповіді, історичні зводи), які не були опубліковані. Серед них — «Поморские ответы» (1723, разом з братом Андрієм), «Законоположеніе по чину монастырскому», «Уложеніе братьев Денисовых», «Виноград российский», «История об отцах и страдальцах соловецких». Відстоював учення про безпопівські общини, а також про церковну обрядовість серед старообрядців.
Помер у Виговській пỳстині.